# Steins;Gate 0
Steins;Gate 0 — візуальна новела, що вийшла у 2015 році, та була розроблена 5pb. Є частиною серії Science Adventure, та є сюжетним продовженням гри Steins;Gate, що вийшла у 2009. Гра була видана компанією 5pb. у Японії на платформах PlayStation 3, PlayStation 4 та PlayStation Vita у грудні 2015, на Microsoft Windows у серпні 2016, на Xbox One у лютому 2017, та Nintendo Switch у березні 2019.
У Північній Америці у 2016 гра була видана на PlayStation 4 та PlayStation Vita компанією PQube, та згодом Spike Chunsoft видала гру по всьому світу на Microsoft Windows у 2018 та Nintendo Switch у 2019. У 2017 почала виходити манґа-адаптація, та у 2018 — аніме-адаптація. Сюжет показаний з боку кількох персонажів: першою чергою, з боку протагоніста оригіналу, Окабе Рінтаро, а також Амане Судзухи та нейробіолога Хіяджьо Махо. Після зустрічі з Махо та її керівником, Алексісом Лескіненом, Окабе став випробувачем системи штучного інтелекту, що зветься "Амадеус". Під час гри гравець читає текст та діалоги, що складають історію, та впливає на розвиток сюжету, роблячи вибір, чи відповідати на дзвінки Амадеуса; на самому початку гри, сюжет відгалужується на два напрями, що зрештою ведуть до різних кінцівок.
Головним сценаристом був Шікура Чійомару. На основі радіопостановок та ранобе по Steins;Gate він склав один з ігрових шляхів; щоправда, цей шлях не є їхньою прямою адаптацією, його сюжет є окремим. Композитором був Або Такеші: він створював музику, досліджуючи сюжет, аби музичний супровід відповідав атмосфері гри. Робота над англійською локалізацією гри велася п'ять місяців, були докладені зусилля, аби не спотворити локалізацію гри на західний лад, тому що у грі мають значення японські культурні аспекти, та при тому аби гра була зрозумілою для західних споживачів. Гра була схвально сприйнята критиками, їм сподобались сюжет, персонажі, ігровий процес, візуальна складова, музика.

## Ігровий процес

Гравець читає розповідь у текстовому вікні та може взаємодіяти з персонажами, відповідаючи на повідомлення на своєму ігровому телефоні текстом або наліпками.

Steins;Gate 0 — візуальна новела, у якій гравець має досліджувати сюжет за уривками тексту та діалогу, що супроводжуються спрайтами персонажів та фоновими малюнками. Історія складається з кількох розгалужень, які ведуть до різних кінцівок. На відміну від оригінальної гри, Steins;Gate, де є один сюжет з початку до кінця із кількома окремими розгалуженнями, майже на початку Steins;Gate 0 є момент, де сюжет розгалужується на два основних підсюжети, що своєю чергою вже самі розгалужуються у різні кінцівки; усього є два основних розгалуження та чотири побічні історії. На напрям історії впливають рішення гравця відповідати чи не відповідати на дзвінки штучного інтелекту, Амадеуса, з яким головний герой, Окабе Рінтаро спілкується мобільним телефоном. Крім Окабе, гравець також бачить події з боку інших персонажів, переважно Амане Судзухи та Хіяджьо Махо. Також гравець може використовувати телефон, аби взаємодіяти з друзями через месенджер RINE: у деяких моментах сюжету, гра показує гравцю сповіщення, що Окабе отримав повідомлення, та гравець має на вибір різні повідомлення, якими він може відповісти, або текстом, або наліпками. Це тимчасово блокує гру на розмові з іншим персонажем, що може продовжуватись по-різному залежно від відповідей гравця. На відміну від дзвінків Амадеуса, повідомлення RINE не призводять до змін у сюжеті.